# Óscar Tusquets

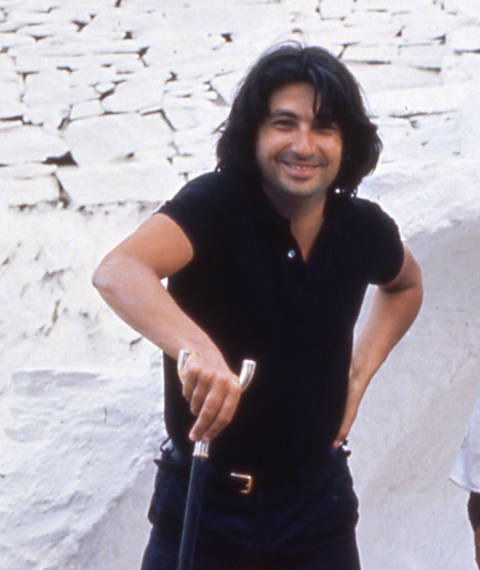
Óscar Tusquets (1972)

Óscar Tusquets, auch Óscar Tusquets Blanca und Òscar Tusquets i Guillèn, (* 14. Juni 1941 in Barcelona, Spanien) ist ein spanischer Architekt, Maler, Designer und Verleger aus Katalonien.

## Leben
Tusquets ging auf die Deutsche Schule Barcelona und besuchte danach die Escola de la Llotja in Barcelona. Er studierte an der Escola Tècnica Superior d’Arquitectura de Barcelona (ETSAB). 1964 gründete er zusammen mit Lluís Clotet das Studio PER, das bis 1984 bestand. 1987 ging er mit dem Architekten Carlos Díaz eine Architektengemeinschaft ein, die Projekte auch in Japan und Deutschland durchführte.
Tusquets gründete 1968 zusammen mit seiner Schwester Esther Tusquets (1936–2012) und seiner damaligen Ehefrau, der Schriftstellerin Beatriz de Moura, den Verlag Tusquets Editores. Dieser verlegt auch in Mexico und Argentinien und vergibt seit 2005 den Premio Tusquets de Novela für Romane in spanischer Sprache (castellano), der mit einem Betrag von 20.000 Euro dotiert ist. Von 1979 bis 2004 vergab Tusquets Editores den Premio de La Sonrisa Vertical, also den Preis des vertikalen Lächelns für erotische Literatur, der jedoch wegen anhaltend mangelnder Qualität der vorgelegten Manuskripte eingestellt wurde.
Tusquets ist Gründungsmitglied der Universitat Politècnica de Catalunya.

## Bauten (Auswahl)

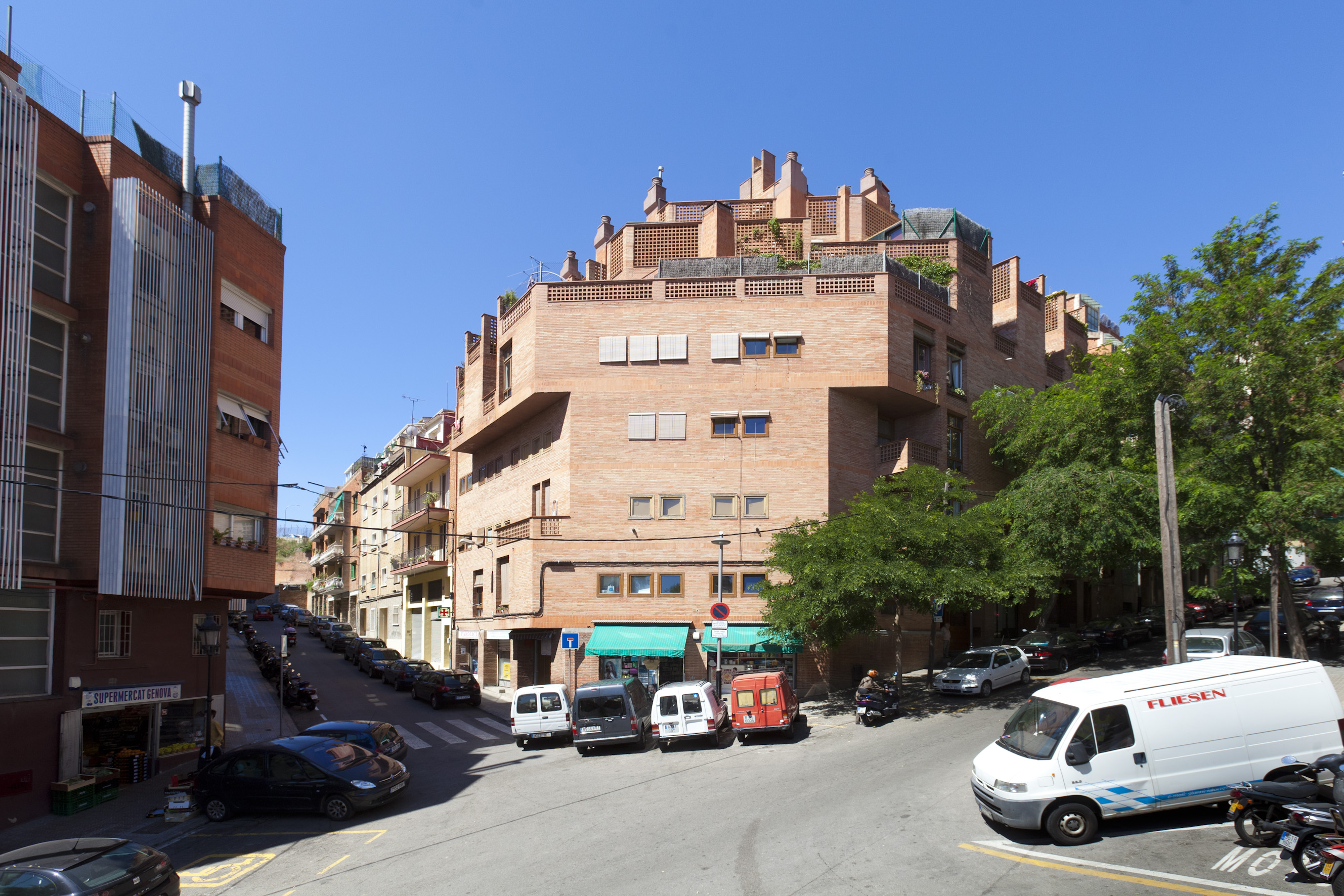
Casa Fullà in Barcelona von 1966 bis 1970

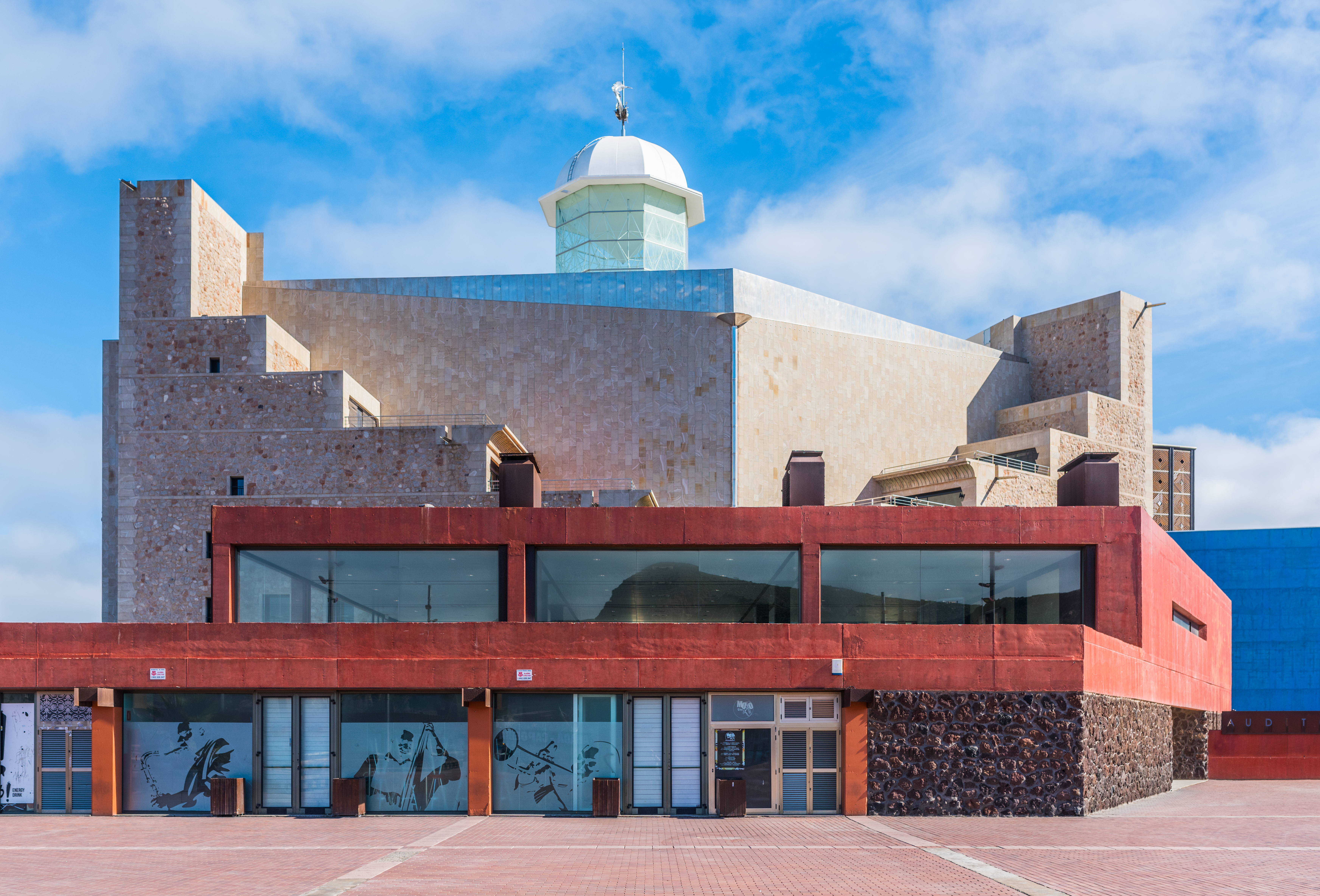
Auditorio Alfredo Kraus in Las Palmas von 1993 bis 1997

- 1966–70 (mit Lluís Clotet als Studio PER): Casa Fullà in Barcelona
- 1970–71 (mit Lluís Clotet als Studio PER): Casa Regàs in Palafrugell[1]
- 1970–72 (mit Lluís Clotet als Studio PER): Belvedere Georgina in Palafrugell[2]
- 1980: Erweiterung der Medizinischen Fakultät der Universität Barcelona
- 1981–83: Neubau des Banco de España in Girona
- 1982: Restaurierung und Erweiterung des Palau de la Música Catalana in Barcelona
- 1988–92: Bau der Villa Olímpica für die Olympischen Sommerspiele 1992 in Barcelona
- 1990–94: Stadtbahnhaltestelle am Congress Centrum im Rahmen des Projektes BUSSTOPS in Hannover (2020 abgerissen)
- 1993–97: Auditorio Alfredo Kraus in Las Palmas
- 2000–04: Hotelhochhaus Barcelona Princess in Barcelona
- 2007: Torre Copisa in L’Hospitalet de Llobregat bei Barcelona
- Städtebauprojekt für das Viertel Convent dels Àngels in Barcelona

## Sonstige Werke
- Skulptur Salvador Dalí an der Einfahrt in Dalís Heimatstadt Figueres.
- 1974: Sitzbank für den Außenbereich Banco Catalano.

## Ausstellungen
- 1979 Transformations in Modern Architecture, Museum of Modern Art, New York
- 1980 Biennale di Venezia, Venedig
- 1987 documenta 8, Kassel[3]
- 1990 Exposición Oscar Tusquets - Objects dans le Parc, Paris

## Preise und Auszeichnungen
- 1979: Premio Delta de Oro des Fomento de los Artes y del Diseño (FAD)
- 1987: Creu-de-Sant-Jordi-Preis in der Kategorie Architektur

## Schriften
- Más que discutible. 1994
- Todo es comparable. 1998
- Dios lo ve. 2000
- Dalí y otros amigos. 2003
- Contra la desnudez. 2007
- Amables personajes, Essays. Editorial Acantilado, Barcelona 2009, ISBN 978-84-16011-08-7. Neu aufgelegt 2014
- Barcelona. Text von Rafael Chirbes und Óscar Tusquets u. a. Corso Verlag, Hamburg 2011, ISBN 978-3-86260-019-9[4]
- mit Esther Tusquets: Tiempos que fueron, Editorial Bruguera, Barcelona 2012, ISBN 978-84-02-42090-9